# Косанчичев венац

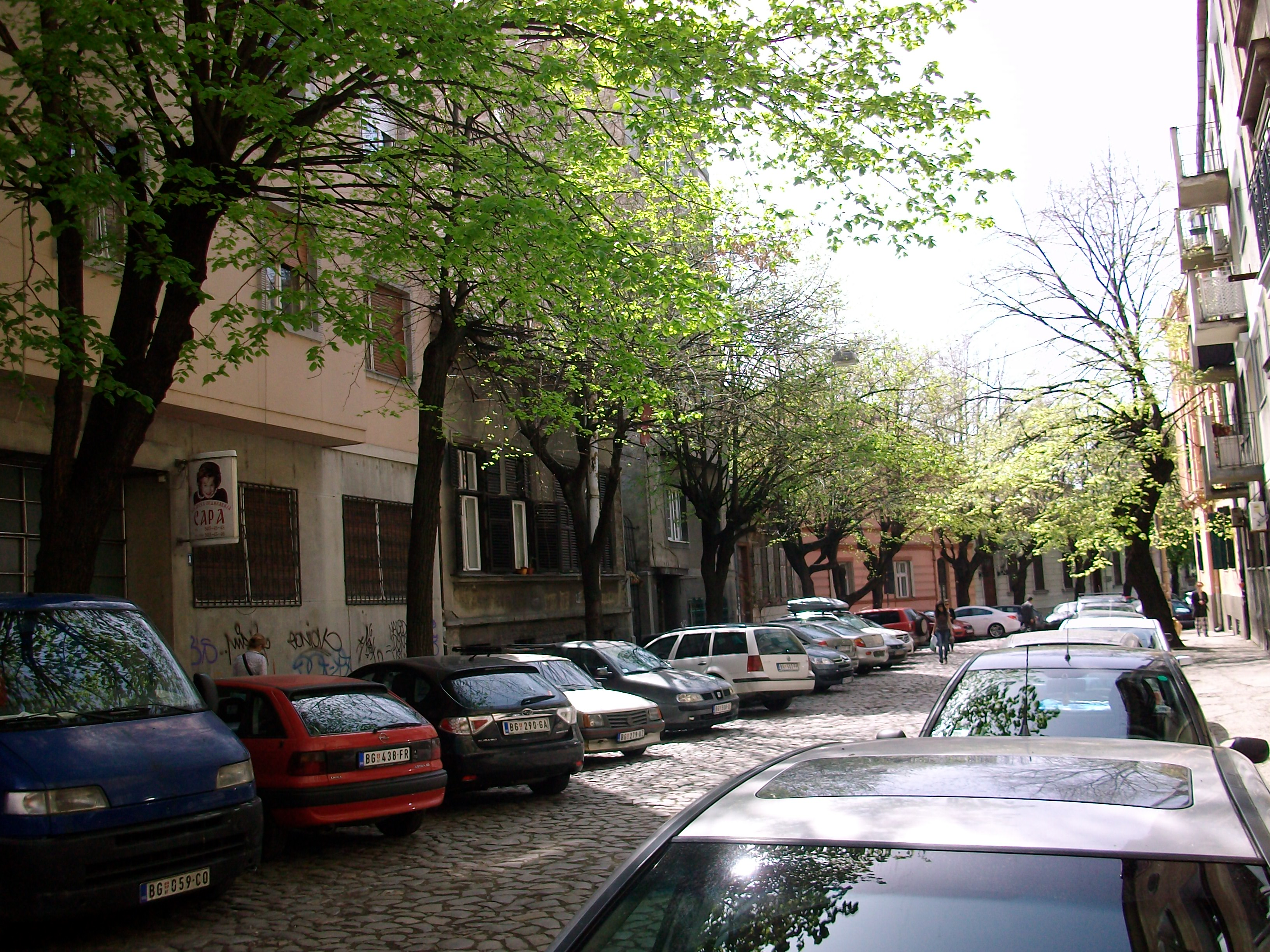
Косанчичев венац

Косанчичев венац (серб. Косанчићев венац) — старейший район Белграда, столицы Сербии. Расположен в общине Стари-Град.

## Расположение
Простирается от крепости Калемегдан до Бранкова моста.

## История и архитектура

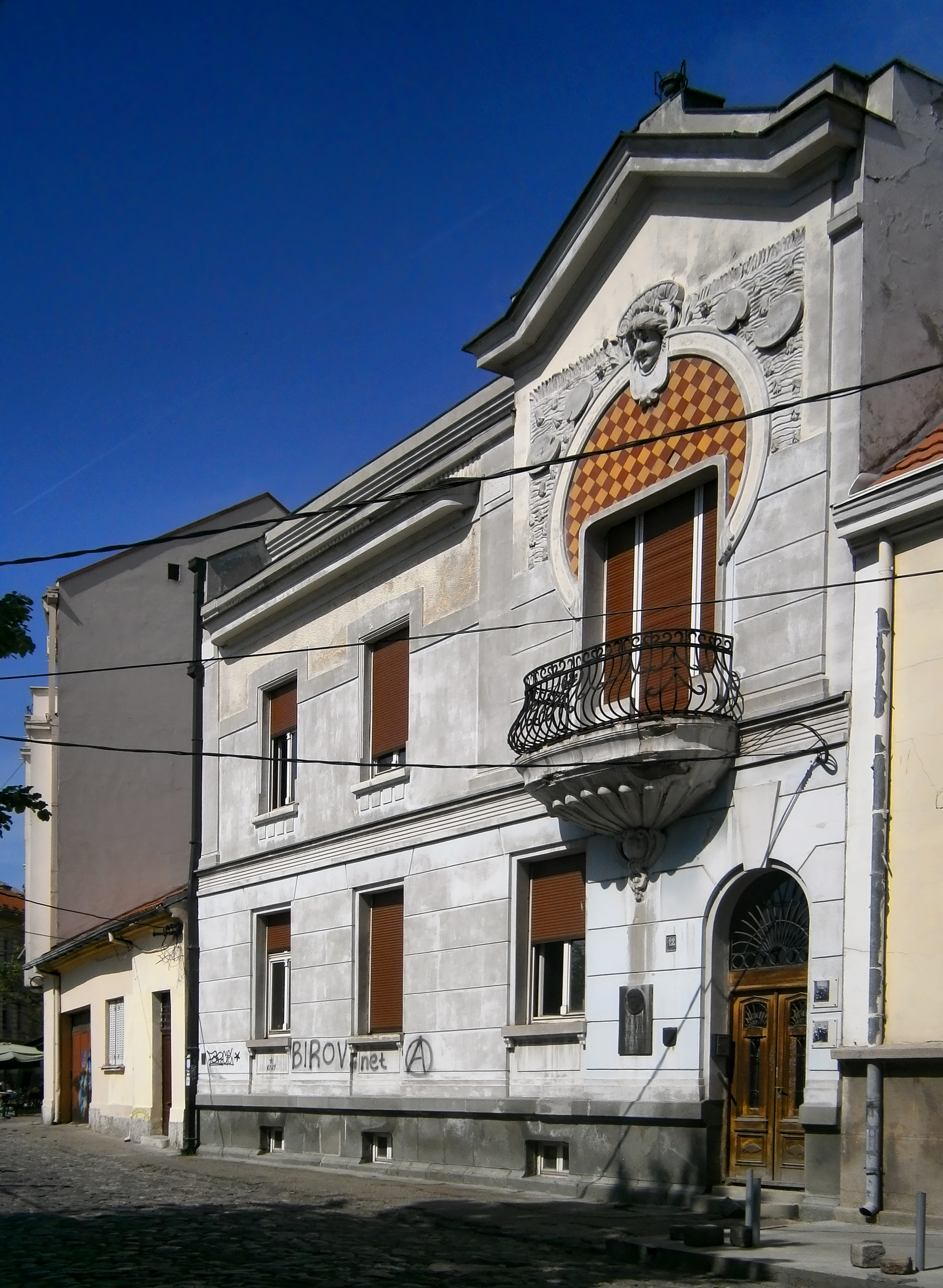
Дом Мике Аласа

Исторически район представляет собой первое компактное сербское поселение на территории Белграда. Он изобилует мощеными улицами и старинными семейными домами, относящимися к типичным балканским архитектурным стилям первой половины XVIII, XIX и XX веков. Здесь расположены такие достопримечательности как Дворец княгини Любицы, кафе «?», а также Собор Святого Михаила и здание Сербского патриархата.
С 1979 года район классифицируется как часть объектов исторического и культурного значения Республики Сербии и культурных ценностей города Белграда. Среди перечисленных памятников включают дом № 22 Мике Аласа, построенный в 1910 году по проекту архитектора Петра Баяловича в стиле ар-нуво.
В районе Косанчичева венца находится Дом Топаловичей из популярного в Сербии фильма «Марафонцы бегут круг почёта» Слободана Шияна.